# آرنم
آرنم Arnhem  هي بلدية ومدينة بمقاطعة خيلدرلند بهولندا، وهي عاصمة المقاطعة.

## طوبوغرافيا
خريطة طوبوغرافية هولندية لبلدية آرنم، سبتمبر 2014، (تقرأ بعد ثلاث نقرات على الخريطة).

## معرض صور

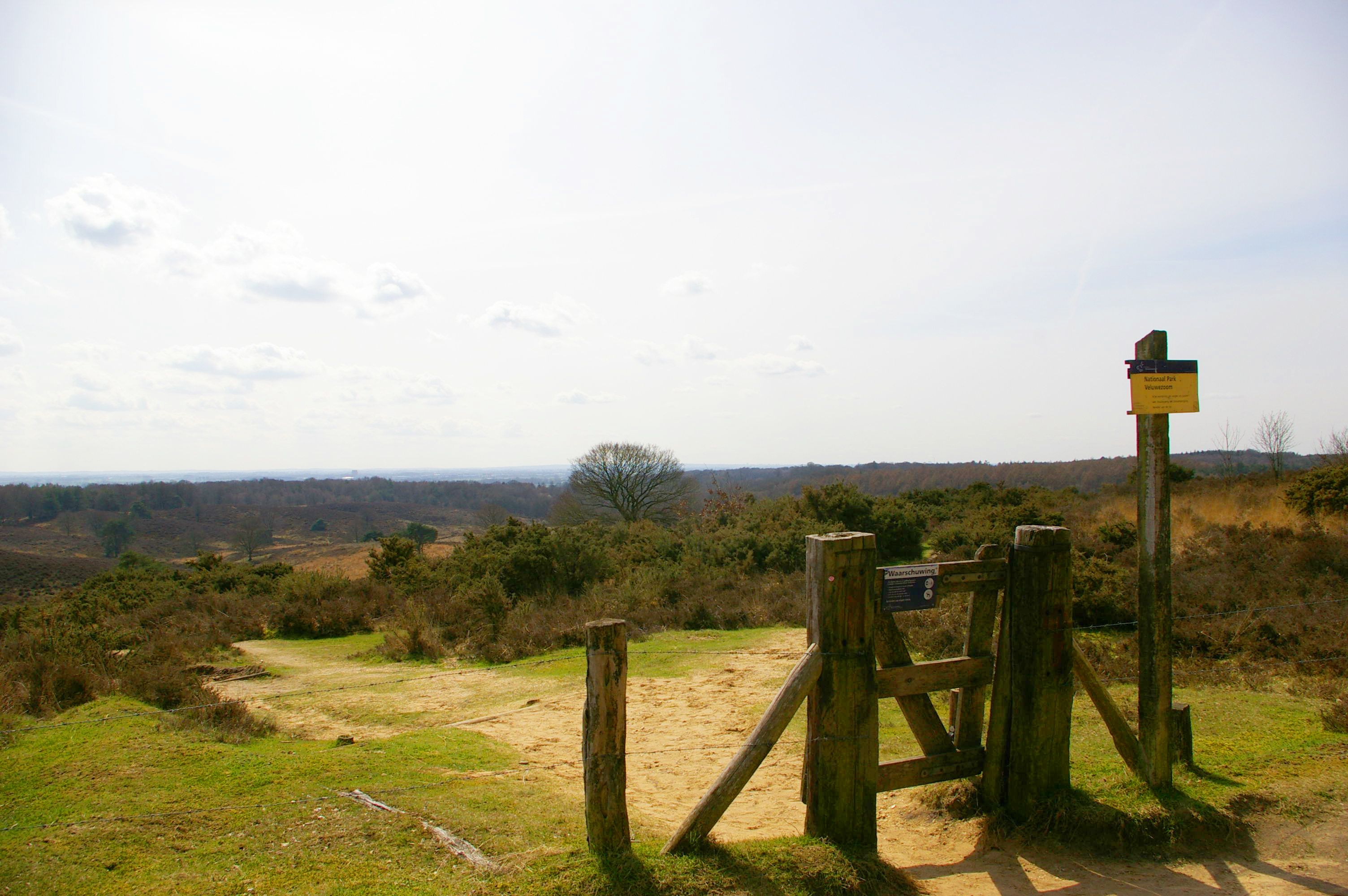
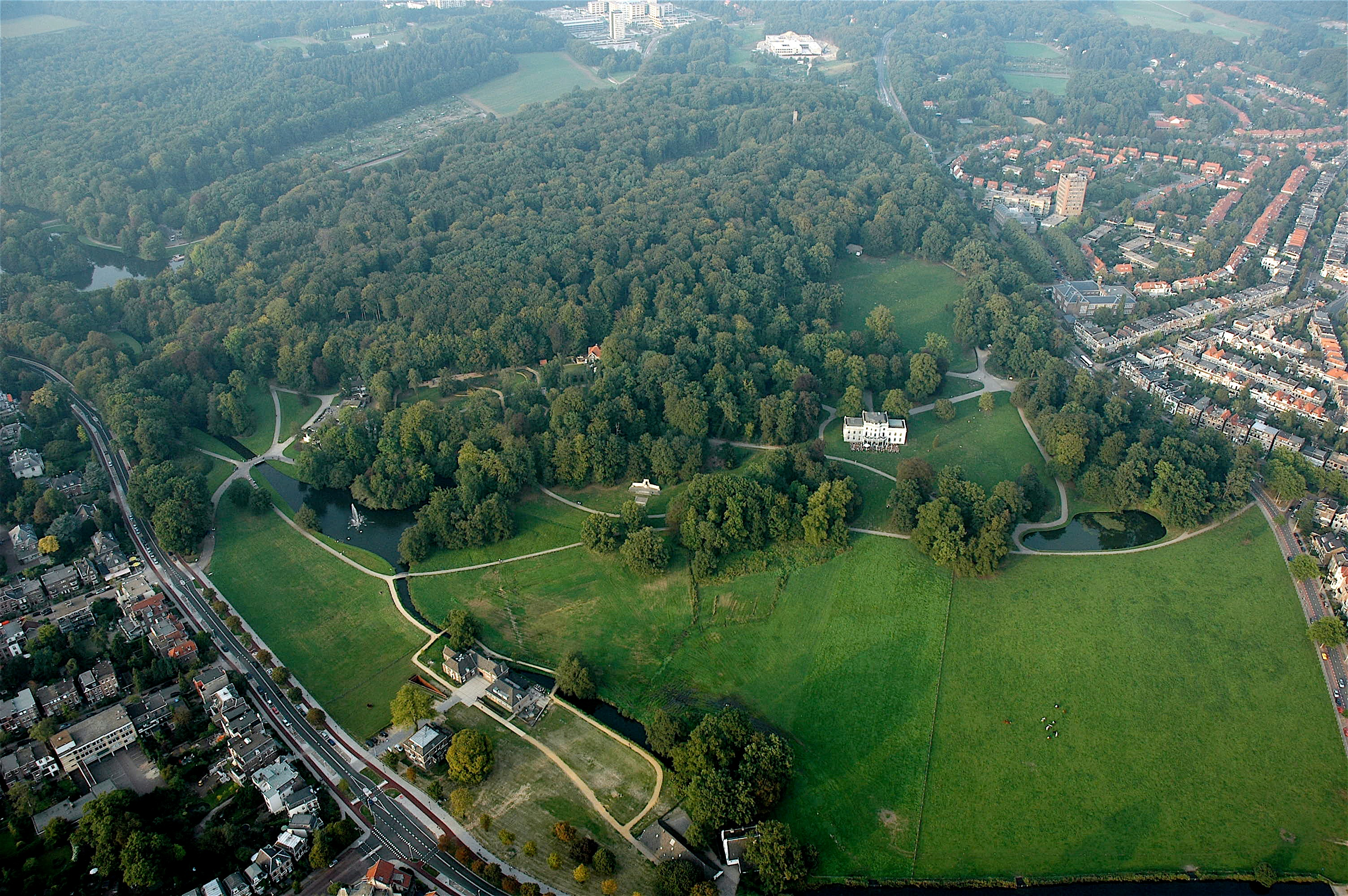
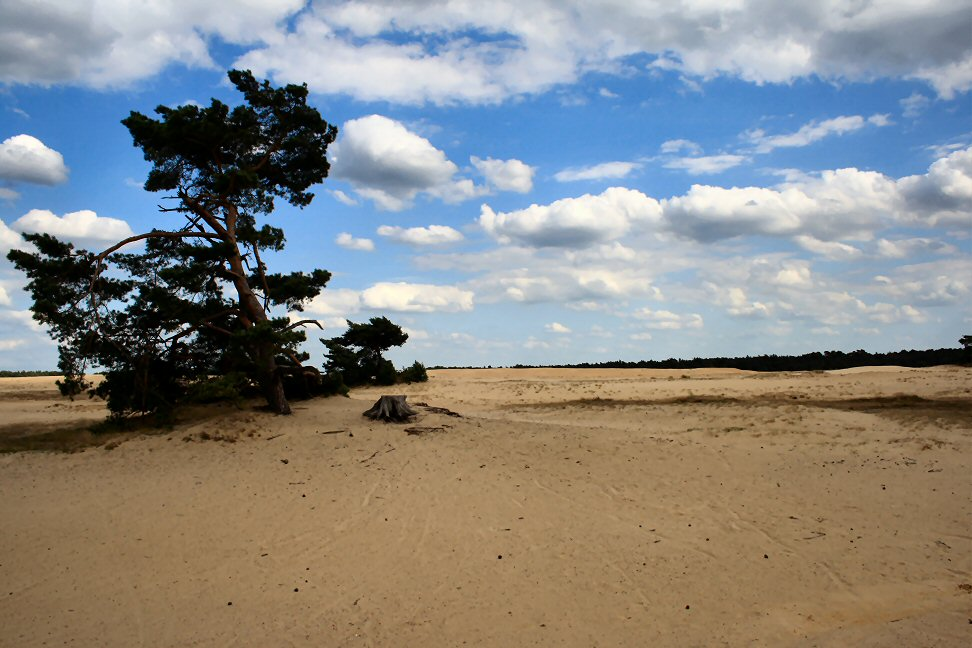
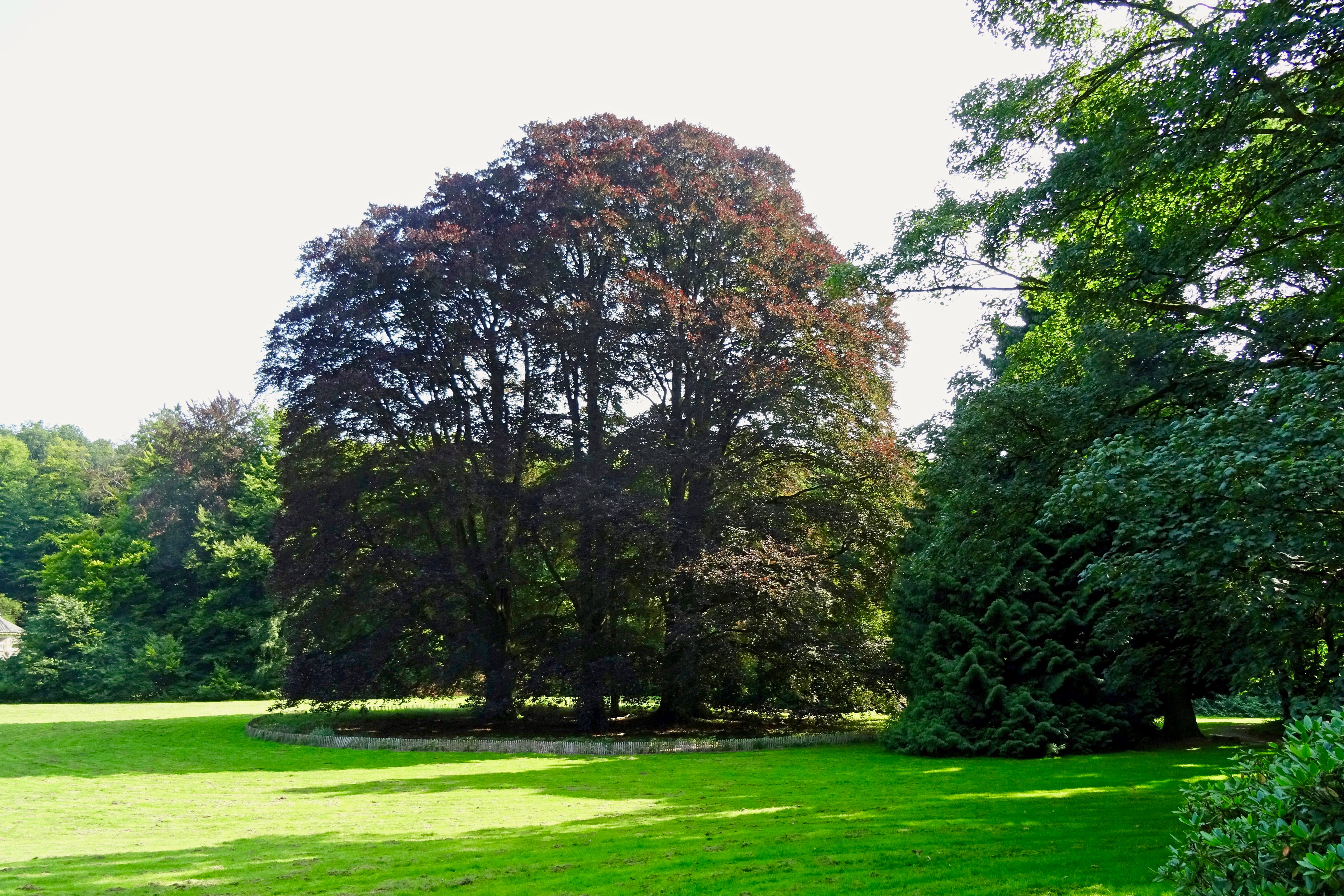

## توأمة
لآرنم اتفاقيات توأمة مع كل من:
- ووهان
- كرويدون
- غيرا (1 يوليو 1991 - )[7]
- هرادتس كرالوفه (1992 - )

## أعلام
- دافي بروبر
- هينك جانسين
- تشارلي هوغن
- أندي فان در مايده
- هندريك أنتون لورنتس

## وصلات خارجية
- Municipality الموقع الرسمي (النسخة الإنجليزية)
- VVV Arnhem المكتب السياحي (النسخة الإنجليزية)
- Commonwealth War Graves Commission The CWGC Page for the cemetery.